# Trường Đại học Văn hóa Hà Nội
Trường Đại học Văn hóa Hà Nội thành lập ngày 26 tháng 3 năm 1959, trụ sở chính của Trường được đặt tại quận Đống Đa, thành phố Hà Nội, Trường trực thuộc Bộ Văn hóa, Thể thao và Du lịch, do Bộ Giáo dục và Đào tạo quản lý về đào tạo. Trường đào tạo, cung cấp nguồn nhân lực cho lĩnh vực văn hóa với các bậc đại học (cử nhân), sau đại học (thạc sĩ, tiến sĩ).

## Tổ chức

### Các phòng
- Phòng Quản lý Đào tạo, * Phòng Quản lý khoa học và Hợp tác quốc tế
- Phòng Khảo thí và Kiểm định chất lượng GD
- Phòng Hành chính, Tổng hợp
- Phòng Công tác Chính trị và Quản lý Sinh viên

### Các khoa
- Khoa Di sản Văn hóa;
- Khoa Xuất bản, Phát hành;
- Khoa Quản lý Văn hóa Nghệ thuật;
- Khoa Viết Văn, Báo chí;
- Khoa Thông tin, Thư viện;
- Khoa Văn hóa Dân tộc thiểu số;
- Khoa Du lịch;
- Khoa Văn hóa học;
- Khoa Quản trị du lịch và Ngôn ngữ quốc tế;
- Khoa Luật;
- Khoa Kiến thức cơ bản

### Các đơn vị khác
- Viện Văn hóa
- Trung tâm Thông tin Thư viện

## Các ngành đào tạo

### Đại học
- Thông tin thư viện
  - Quản trị thư viện
  - Thư viện và thiết bị trường học
- Quản lý thông tin
- Du lịch
  - Văn hóa du lịch
  - Lữ hành hướng dẫn du lịch
  - Hướng dẫn du lịch quốc tế
- Quản trị dịch vụ du lịch và lữ hành
  - Quản trị du lịch cộng đồng
  - Quản trị kinh doanh du lịch
- Luật
- Báo chí
- Sáng tác văn học
- Văn hóa học
  - Nghiên cứu văn hóa
  - Văn hóa truyền thông
  - Văn hóa đối ngoại
- Quản lý văn hóa
  - Chính sách văn hóa và quản lý nghệ thuật
  - Biểu diễn nghệ thuật
  - Quản lý di sản văn hóa
  - Tổ chức sự kiện văn hóa
- Bảo tàng học
- Kinh doanh xuất bản phẩm
- Văn hóa dân tộc thiểu số VN
  - Tổ chức và quản lý hoạt động văn hóa vùng dân tộc thiểu số
  - Tổ chức và quản lý du lịch vùng dân tộc thiểu số
- Ngôn ngữ Anh

### Thạc sĩ
- Quản lý văn hóa
- Văn hóa học
- Khoa học thư viện

### Tiến sĩ
- Quản lý văn hóa
- Văn hóa học
- Khoa học thư viện

## Các vị hiệu trưởng
| STT | Hiệu trưởng:                                                         | Thời gian   |
| --- | -------------------------------------------------------------------- | ----------- |
| 1   | Lê Liêm                                                              | 1959 - 1960 |
| 2   | Nông Quốc Chấn (Thứ trưởng kiêm Hiệu trưởng)                         | 1976 - 1977 |
| 3   | Trần Nguyên Phi                                                      | 1977 - 1983 |
| 4   | Vũ Đình Giám (Quyền Hiệu trưởng)                                     | 1983 - 1985 |
| 5   | Phan Khanh (Quyền Hiệu trưởng)                                       | 1985 - 1987 |
| 6   | GS.TSKH. Huỳnh Khái Vinh                                             | 1987 - 1996 |
| 7   | PGS.TS.Nghệ sĩ ưu tú Nguyễn Trung Kiên (Thứ trưởng phụ trách trường) | 1998 - 1999 |
| 8   | PGS.TS.NGUT. Trần Đức Ngôn                                           | 1999 - 2008 |
| 9   | PGS.TS.NGUT. Nguyễn Văn Cương                                        | 2008 - 2017 |
| 10  | PGS.TS. Phạm Thị Thu Hương                                           | 2017        |